# Снежинка (фильм)
«Снежинка» (кат. Floquet de Neu, исп. Copito de nieve) — фильм с совмещением живых актёров и компьютерной анимации.

## Сюжет
В Барселону привозят белую гориллу, и его временно оставляют жить в доме владельца зоопарка. Там он подружился с дочерью владельца зоопарка Паулой, которая также заодно назвала его «Снежинкой». Вскоре наступило время, когда Снежинку нужно было привезти в городской зоопарк. Там Снежинка познакомился с Айлуром, красной пандой, который часто медитирует, и считает что он на самом деле должен был родиться чёрной пантерой, и также знакомится со своими соседями,

## Интересные факты
Белая горилла по имени Снежинка умерла в Барселонском зоопарке от рака кожи в 2004 году. Это необычное животное вдохновило Хулио Фернандеса на создание фильма, идея была поддержана мэром Барселоны, Шавьером Триасом, который увидел в нём способ прорекламировать бренд Барселоны.
«Снежинка» — первый детский фильм, вышедший в Валенсии на каталанском языке. В Каталонии фильм вышел на каталанском в 64 копиях.